# Lorenzo Antonio Fernández
Lorenzo Antonio Fernández (Montevideo, 20. studenog 1792. – Potkraljevstvo Río de la Plata, 30. rujna 1852.) bio je urugvajski katolički svećenik i političar.

## Životopis
Lorenzo Antonio Fernández rođen je u Montevideu 20. studenog 1792. Za svećenika je bio zaređen u Salti u Argentini 10. kolovoza 1817. godine.
Dana 4. travnja 1825. imenovan je kapelanom u župi Canelones, u kojoj je župnik bio njegov ujak Juan Francisco Larrobla. Godine 1838. imenovan je rektorom župne crkve svetog Franje u Montevideu. Tu dužnost vrši do 1841., kada je postavljen za župnika jedne župe u blizini Montevidea, kao zamjena za Dámasu Antonia Larrañagu.
Bio je vrlo blizak s Manuelom Oribeom, osnivačem Narodne stranke. Zbog toga je bio i potpredsjednik privremene urugvajske skupštine 1848. godine. Od 18. lipnja 1849. do 1850. vršio je dužnost prvog rektora Republičkog sveučilišta u Montevideu.